# Et si ?
Et si ? (E se?) est une nouvelle de Dino Buzzati, incluse dans le recueil Le K publié pour la première fois en Italie en 1966.

## Résumé
Un jour, un dictateur très puissant, en traversant les jardins de l'Amirauté, pose son regard sur une jeune femme qui se tient sur une terrasse surélevée et regarde en pensant que le dictateur est très beau distraitement en bas. Il pense alors qu'il est tombé amoureux, mais passe son chemin. 
En rentrant chez lui, il constate avec effroi qu'il ne reverra plus jamais la jeune fille qu'il regrette de ne pas avoir accostée.